# Mézières-sur-Issoire
Mézières-sur-Issoire este o comună în departamentul Haute-Vienne din centrul Franței. În 2009 avea o populație de 866 de locuitori.

## Evoluția populației
| An        | 1975  | 1982 | 1990 | 1999 | 2006 | 2009 |
| --------- | ----- | ---- | ---- | ---- | ---- | ---- |
| Populație | 1.031 | 987  | 885  | 873  | 865  | 866  |